# Kaarina
Kaarina (/ˈkɑːrinɑ/) (S:t Karins trong tiếng Thụy Điển) là một thành phố và đô thị của Phần Lan.
Vị trí ở tỉnh của Tây Phần Lan thuộc vùng Tây Nam Phần Lan và giáp thị xã Turku, thủ phủ của Tây Phần Lan. Đô thị này có dân số 21.568 người (thời điểm ngày 31 tháng 12 năm 2004)và diện tích 60,59 km² (trừ phần mặt biển) trong đó có 0,89 km² là mặt nước nội địa. Mật độ dân số là 361,3 người trên mỗi km².
Dân đô thị này chỉ sử dụng tiếng Phần Lan

## Liên kết ngoài

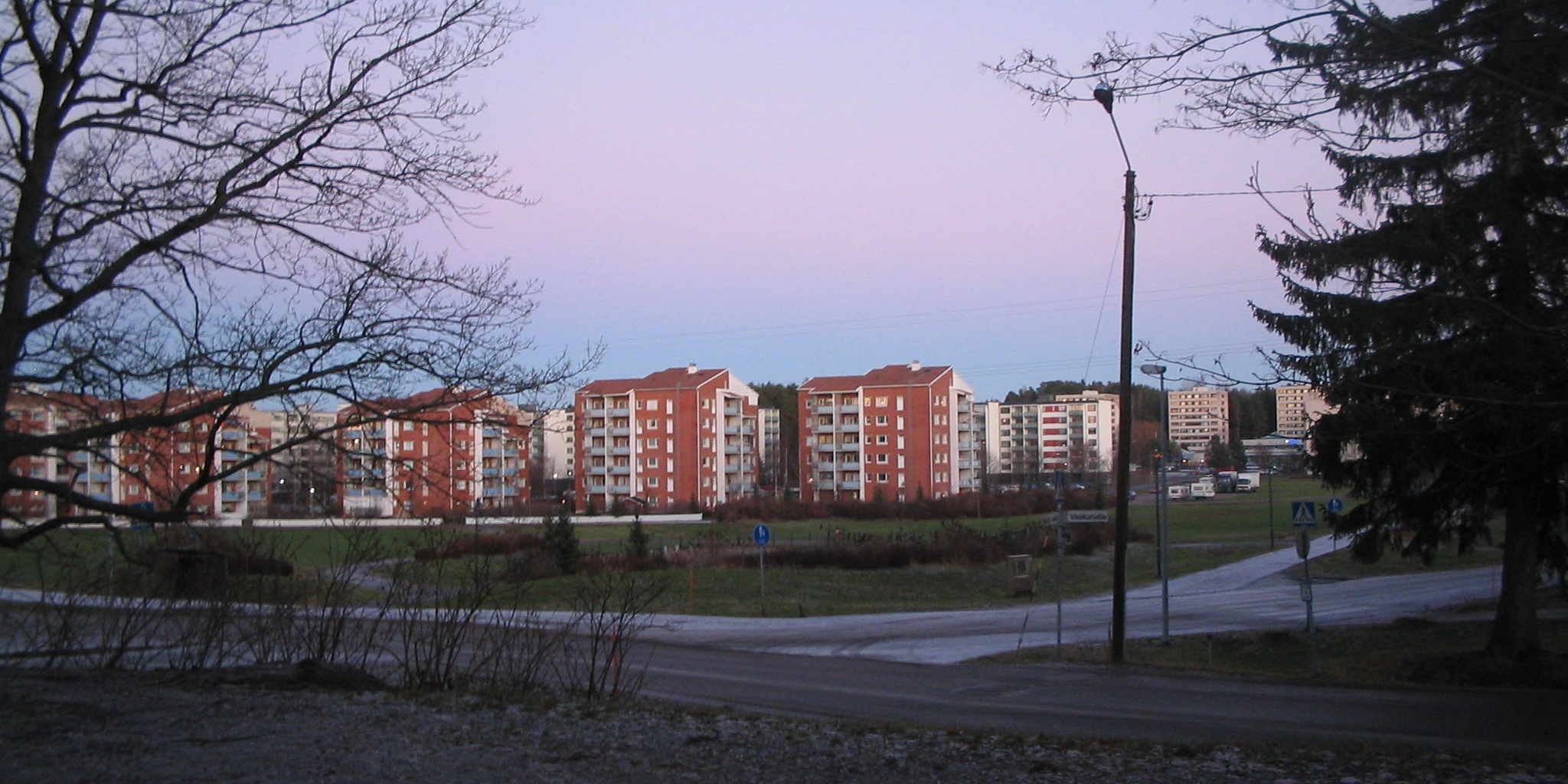
Khu nhà ở tại Kaarina